# Parafia Matki Bożej Szkaplerznej w Warce
Parafia pw. Matki Bożej Szkaplerznej w Warce – parafia rzymskokatolicka należąca do dekanatu wareckiego, archidiecezji warszawskiej, metropolii warszawskiej Kościoła katolickiego. Siedziba parafii mieści się w Warce. Parafia erygowana w 1993, wydzielona z parafii św. Mikołaja Biskupa w Warce.

## Historia
Kościół i klasztor wybudowany w latach 1630–1730 wraz z wyposażeniem jest najcenniejszym zabytkiem w Warce i jednym z cenniejszych na Mazowszu, związany jest z życiem rodziny Pułaskich, szczególnie Kazimierza Pułaskiego bohatera Polski i Stanów Zjednoczonych, a także Piotra Wysockiego bohatera Powstania Listopadowego, który dzieciństwo spędził w pobliskim pałacu w Winiarach, a kościół i szkoła przy nim były miejscem rozwoju i kształcenia młodego Kazimierza.
W klasztorze także mieszkał bł. ks. Rafał Chyliński – franciszkanin słynący z heroicznego wspierania ubogich, ogłoszony błogosławionym przez Jana Pawła II. W podziemiach kościoła złożone są szczątki książąt mazowieckich z XIV w., w tym księcia Trojdena, który ustanowił prawa miejskie Warki oraz matki Kazimierza Pułaskiego Marianny z Zielińskich Pułaskiej.
Za udział i związek franciszkanów w powstaniu styczniowym car wydał dekret usuwających franciszkanów z kościoła oraz kasatę klasztoru i kościoła. Ludność Warki na znak żałoby w Warce i w całej Polsce pomalowała ołtarze świątyni na kolor czarny. Okres po powstaniu styczniowym przyniósł ogromne straty w substancji zabytkowej. W latach 1870 zamarło wszelkie życie liturgiczne, duszpasterskie i społeczne przy klasztorze.

### Kościół parafialny
Kościół Matki Bożej Szkaplerznej w Warce
Arcybiskup Warszawy wraz z diecezjalnymi księżmi podjął próbę ratowania kościoła i klasztoru poprzez organizację przy nim duszpasterstwa. Kościół pofranciszkański na przeszło sto lat stał się jedynym ośrodkiem życia religijnego i społecznego w Warce.
Kościół był niszczony zarówno w pierwszej, jak i w drugiej wojnie światowej.
W kościele jest przechowywany bardzo stary, z wieku XV–XVI obraz Matki Bożej Wareckiej, który jest najstarszym i najcenniejszym zabytkiem Warki. Przyciąga warecczan i mieszkańców okolicy, stając się centrum kultu na ziemi wareckiej.
Spoczywają w nim szczątki książąt mazowieckich, przeniesione w 1859 ze zniszczonej świątyni Dominikanów. Wyposażenie świątyni stanowią barokowe ołtarze i rokokowa ambona.

## Działalność
Przy kościele i klasztorze jest prowadzona działalność formacyjno-edukacyjna, a także pomocy osobom uzależnionym od alkoholu, także prowadzi się intensywną pracę z młodzieżą, jest bogate życie religijne, społeczne, kulturalne, prowadzi się także szeroką akcje pomagania ubogim.